# Old Men in New Cars – In China essen sie Hunde 2
Old Men in New Cars – In China essen sie Hunde 2 (Originaltitel: Gamle mænd i nye biler) ist eine schwarze Action-Komödie aus dem Jahre 2002 des dänischen Regisseurs Lasse Spang Olsen und ein Prequel zu dessen Film In China essen sie Hunde.

## Handlung
Der Film beginnt mit der Entlassung des Kleinganoven Harald aus dem Gefängnis. Wie sich bald herausstellt, ist er bei der örtlichen Balkanmafia hoch verschuldet, jedoch gelingt es ihm, einen weiteren Zahlungsaufschub herauszuhandeln, da er Vuk, einen Cousin des Anführers, in seinem Restaurant beschäftigt. Als Harald kurz darauf in seinem Restaurant ankommt, erfährt er, dass sein Ziehvater Monk im Krankenhaus im Sterben liegt, lediglich eine Lebertransplantation könnte sein Leben retten. Der letzte Wunsch Monks ist, einmal seinen unehelichen Sohn Ludvig sehen zu können, der jedoch aus bisher nicht näher genannten Gründen in einem schwedischen Hochsicherheitsgefängnis sitzt.
Harald steht nun also vor dem Problem, sowohl seine Schulden zu begleichen, als auch noch Monks Sohn zu befreien und Geld für eine Transplantation aufzutreiben. Zusammen mit seinen beiden Köchen Martin und Peter fliegt Harald nach Schweden, um sich zuerst um Ludvigs Befreiung zu kümmern. Der von ihnen aufgestellte Plan sieht vor, dass sich Harald als Besucher ausgibt, während Martin und Peter von einer nahegelegenen Brücke aus ein Bungeeseil mittels einer Armbrust in den Gefängnisinnenhof schießen, mit dem sich Harald und Ludvig in die Freiheit katapultieren sollen.
Nach der erfolgreichen Umsetzung des Plans machen sich die vier auf den Heimweg nach Dänemark. Durch Zufall erfahren Harald, Martin und Peter, dass Ludvig wegen Mordes an fünf Frauen im Gefängnis saß. Harald steht dieser Neuigkeit eher ignorant gegenüber, während Martin und Peter beginnen, sich ernsthafte Sorgen zu machen.
Zurück in Dänemark überfallen Harald und Ludvig eine Bank, um an das noch fehlende Geld zu kommen. Dabei treffen sie auf Mille, die sie kurzzeitig als Geisel nehmen, als sie aus der Bank fliehen. Wenig später treffen Harald und Ludvig im Krankenhaus, als sie Monk besuchen, erneut auf Mille und entführen diese kurzerhand. Das Geld aus dem Überfall reicht jedoch noch nicht, weswegen die Idee aufkommt, das Geld durch eine Fußballwette zu vermehren. Peter hat einen Tipp von seinem alten Schulfreund Dan Hansen bekommen, der Fußballer bei einem der beteiligten Vereine ist. Allerdings endet das Spiel nicht wie vorgesehen, da ausgerechnet Dan Hansen einen Strafstoß verwandelt, wodurch sie ihr gesamtes eingesetztes Geld verlieren. Daraufhin lauern sie Dan Hansen im Parkhaus auf, fahren ihn mit dem Auto an und nehmen ihn mit, um von ihm das verlorene Geld zu bekommen. Durch einen Unfall, in den der tollpatschige Vuk verwickelt ist, stirbt der Fußballer an einem Stromschlag.
Als der Mafia-Anführer Harald einen Deal vorschlägt, sieht dieser erneut eine Chance, das Geld für die Transplantation aufzutreiben. Die vier sollen einen Geldtransporter auf dem Flughafen überfallen, dafür bekommen sie auch einen Teil der Beute. Das gestohlene Geld wird mit einem Flugzeug über dem Meer abgeworfen, wobei einer von zwei Geldcontainern im Meer versinkt. Harald, der das Geld dringend für Monks Operation braucht, hintergeht die Mafiosi und flieht mit dem restlichen Geld zu einem kleinen Flugzeug, mit dem Monk nach Südamerika gebracht werden soll.
Die Mafiosi haben Harald und seine Freunde aber bereits eingeholt, es kommt zu einer Schießerei, in deren Verlauf Monk getötet wird. Nachdem Monk, Haralds einziger Grund, das Geld zu stehlen, nun tot ist, gibt Harald auf, ohne einen Teil der Beute zu beanspruchen.
Der Film endet mit Monks Beerdigung, auf der Ludvig den von Monk zuvor erhaltenen Mercedes-Oldtimer Harald schenkt, den Harald schon immer haben wollte. Als Harald mit diesem davonfährt, bricht er in Tränen aus.

## Hintergrund
Regisseur Olsen war am Anfang seiner Karriere vor allem als Schauspieler und Stuntman tätig. Später arbeitete er aber auch als Filmeditor, Spezialeffekt-Techniker und Kameramann. Die Leitung der Stunt- und der Spezialeffekt-Crew übernahm er auch in diesem Film und führte auch selber Stunts aus.
Der Film beginnt mit einer Widmung an den im selben Jahr verstorbenen Henning Bahs. Bahs war Drehbuchautor, Szenenbildner, Spezialeffekt-Experte und einer der geistigen Väter der Olsenbande. Wie in fast allen Olsenbandenfilmen wird auch hier zu Beginn der Filmhandlung die Hauptfigur aus dem Staatsgefängnis Vridsløselille entlassen.

## Kritiken
- Die Zeitschrift Cinema urteilt in ihrem Online-Portal: „Durchgeknallt. Mit diesem Wort lässt sich das Werk wohl am treffendsten beschreiben. Vor allem die Charaktere sind derart comichaft überzeichnet und kompromisslos anarchisch, dass man schreien möchte vor Vergnügen.“[2]
- Jörg Gerle vom Filmdienst fühlt sich bei Olsens Film an Quentin Tarantino erinnert, „mit dem Unterschied allerdings, dass Olsen keinen Wert auf übertriebene Coolness legt“. Das Drehbuch, „lose um spektakuläre Actionsequenzen geflochten“, sei „nur so weit hanebüchen, als man dem Treiben noch folgen möchte“, aber „konfus genug, um sich gerne von halsbrecherischen Stunts ablenken zu lassen“. Auf den drastischen Spaß müsse man sich einlassen wollen, er setze auf den „hemmungslosen, zum Blödeln aufgelegten und chaoswilligen Zuschauer“. Die überzeugenden Darsteller bewahren den Film davor, in „ärgerlicher Plattheit“ zu versanden.[3]
- Hélène Wanyou stellt in Die Tageszeitung fest: „Der Film braucht zwar ein bisschen Zeit, um die degenerierte lebowskisch-dobermanische Atmosphäre des Vorgängers darzustellen, aber nach ein paar Minuten geht es los. […] Mit Realität hat das selbstverständlich überhaupt nichts zu tun – aber es zeigt, dass in Dänemark nicht nur Dogma-Filme gedreht werden.“[4]
- Zu einem negativen Urteil kommt Günter H. Jekubzik vom Portal filmzentrale.de: „Die von der Story her völlig harmlose Angelegenheit um Gangster, Köche, Psychopathen, Schulden und einen todkranken Ziehvater ist sinn- und ansatzlos brutal. Die Hauptrolle spielen stillos dämliche Verbrecher, tief fliegende Autos und Kollisionen im Luftverkehr. Der Action-Macher Lasse Spang Olsen spielt mit riesigem Transportflugzeug wie in einem Flugsimulator. Weitere Kindereien sind selten komisch aber oft schlecht inszeniert. Dabei zählt ein Menschenleben nicht viel. Für einen schlechten Scherz geht es locker hopps. Lahme Scherze in kaputten Autos sollte der Film heißen und wollte Guy Ritchie […] imitieren. Der Nachfolger von In China essen sie Hunde […] wird wohl nur wenige Mitfahrer finden.“[5]

## Auszeichnungen
- 2002 – Hamburger Film Festival: Michel Schønnemann erhielt den Digi@ward.[6]

Außerdem nominiert für
- 2003 – Robert Festival:
  - Kim Bodnia als Bester Schauspieler
  - Mikkel E. G. Nielsen für Bester Schnitt
  - Anders Thomas Jensen für Bestes Drehbuch
  - Steen Lyders Hansen, Søren Buus, Lasse Spang Olsen und Steen Herdel für Beste Spezialeffekte